# Frank L. Greene

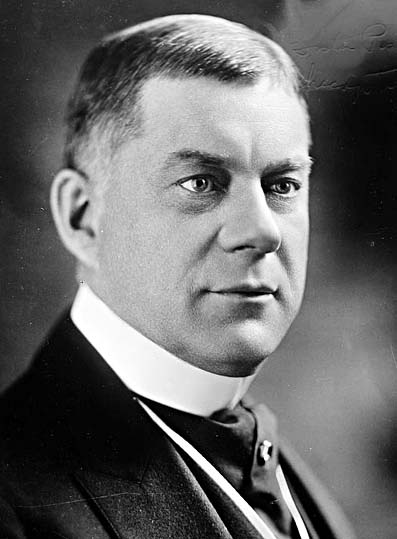
Frank L. Greene

Frank Lester Greene (* 10. Februar 1870 in St. Albans, Franklin County, Vermont; † 17. Dezember 1930 ebenda) war ein US-amerikanischer Politiker (Republikanische Partei), der den Bundesstaat Vermont in beiden Kammern des US-Kongresses vertrat.

## Leben
Frank Greene besuchte die öffentlichen Schulen und begann schon als Jugendlicher für die Central Vermont Railway zu arbeiten. 1888 trat er der Nationalgarde von Vermont bei, aus der er im Jahr 1900 als Captain ausschied. In diesem Rang kämpfte er auch als Kommandeur einer von ihm rekrutierten Infanteriekompanie während des Spanisch-Amerikanischen Krieges. Nach seinem Abschied aus der Nationalgarde diente er als Colonel im Stab des Gouverneurs von Vermont.
Von 1891 bis 1912 war Greene außerdem Reporter und später Redakteur des St. Albans Daily Messenger. Zwischen 1904 und 1905 stand er dem Presseverband von Vermont als Präsident vor. Später war er noch von 1917 bis 1923 Mitglied im Leitungsgremium (Board of regents) der Smithsonian Institution.

## Politische Laufbahn
1908 war Frank Greene Delegierter zum Verfassungskonvent von Vermont. Sein erstes Mandat als Abgeordneter trat er am 30. Juli 1912 nach der Wahl ins Repräsentantenhaus der Vereinigten Staaten ein, wo er auf den verstorbenen David J. Foster folgte. Nach mehrmaliger Wiederwahl schied er am 3. März 1923 aus, um in den US-Senat zu wechseln.
Auch hier wurde Greene 1928 im Amt bestätigt. Im Senat war er unter anderem Vorsitzender des Committee on Enrolled Bills. Nach Greenes plötzlichem Tod im Dezember 1930 wurde Frank C. Partridge zu seinem Nachfolger ernannt.